# Pokrzywy (Budy Czarnockie)
Pokrzywy – część wsi Budy Czarnockie w Polsce położona w województwie podlaskim, w powiecie łomżyńskim, w gminie Piątnica.

## Historia
W latach 1921–1939 ówczesny folwark leżała w województwie białostockim, w powiecie łomżyńskim, w gminie Drozdowo.
Według Powszechnego Spisu Ludności z 1921 roku folwark zamieszkiwało 42 osoby w 3 budynkach mieszkalnych. Miejscowość należała do parafii rzymskokatolickiej w Piątnicy. Podlegała pod Sąd Grodzki i Okręgowy w Łomży; właściwy urząd pocztowy mieścił się w Łomży.
W wyniku napaści ZSRR na Polskę we wrześniu 1939 miejscowość znalazła się pod okupacją sowiecką. Od czerwca 1941 roku pod okupacją niemiecką. Od 22 lipca 1941 do 1945 włączona w skład Landkreis Lomscha, Bezirk Bialystok III Rzeszy.
Do 1954 roku miejscowość należała do gminy Drozdowo. Z dniem 18 sierpnia 1945 roku została wyłączona z woj. warszawskiego i przyłączona z powrotem do woj. białostockiego. W latach 1975–1998 miejscowość administracyjnie należała do województwa łomżyńskiego.